# دایسوکه میازاکی (فیلمساز)
دایسوکه میازاکی (انگلیسی: Daisuke Miyazaki؛ زادهٔ ۱۹۸۰) کارگردان فیلم، فیلم‌نامه‌نویس اهل ژاپن است.